# Luding
Luding, tidigare stavat Luting, är ett härad i den tibetanska autonoma prefekturen Garzê i Sichuan-provinsen i sydvästra Kina.